# Бобков, Роман Александрович
Роман Александрович Бобков (2 августа 1970, Москва — 10 июня 2024, Москва) — советский и российский хоккеист, защитник. Функционер, тренер.

## Биография
Воспитанник московского «Динамо». Играл за команды ШВСМ-МЦОП Москва (1988/89), «Динамо-2» Москва (1989/90 — 1990/91), «Кристалл» Электросталь и «Аргус» Москва (1991/92), «Крылья Советов-2» и «Крылья Советов» (1 матч, 1992/93), «Вятич» Рязань (1993/94), МГУ / МГУ-«Пингвины» (1998/99 — 2001/02), «Кристалл» Электросталь (1999/2000, 1 матч), «Десна» Брянск (2002/03), «Велком» Истра (2003/04).
Тренер / начальник команды МГУ (2002/03). Играющий тренер «Велкома» (2003/04). Тренер (2004/05), начальник команды (2005/06) ХК МВД. Тренер ХК МВД-2 (2008/09). Начальник команды (2012—2014), спортивный директор (2019—2021) «Динамо» Москва. Менеджер по экипировке сборной России (2013—2015).
Награждён медалью «За боевое содружество» (2011), медалью ордена «За заслуги перед Отечеством II степени» (2014).
Скончался 10 июня 2024 года от рака.